# Pseudaminska kiselina sintaza
Pseudaminska kiselina sintaza (EC 2.5.1.97, PseI, NeuB3) je enzim sa sistematskim imenom fosfoenolpiruvat:2,4-bis(acetilamino)-2,4,6-tridezoksi-beta--altropiranoza transferaza (fosfatna hidroliza, 2,7-acetilamino-transfer, formira 2-karboksi-2-oksoetil). Ovaj enzim katalizuje sledeću hemijsku reakciju
fosfoenolpiruvat + 2,4-bis(acetilamino)-2,4,6-tridezoksi-beta--altropiranoza +H2O {\displaystyle \rightleftharpoons } 5,7-bis(acetilamino)-3,5,7,9-tetradezoksi-L-glicero-alfa-L-mano-2-nonulopiranozonska kiselina + fosfat
Za dejstvo ovog enzima je neophodno prisustvo divalentnog metalnog jona. On je najaktivniji u prisustvu Mn2+ i 2+ (10 mM).

## Literatura
- Nicholas C. Price; Lewis Stevens (1999). Fundamentals of Enzymology: The Cell and Molecular Biology of Catalytic Proteins (Third изд.). USA: Oxford University Press. ISBN 019850229X.
- Eric J. Toone (2006). Advances in Enzymology and Related Areas of Molecular Biology, Protein Evolution (Volume 75 изд.). Wiley-Interscience. ISBN 0471205036.
- Branden C; Tooze J. Introduction to Protein Structure. New York, NY: Garland Publishing. ISBN 0-8153-2305-0.
- Irwin H. Segel. Enzyme Kinetics: Behavior and Analysis of Rapid Equilibrium and Steady-State Enzyme Systems (Book 44 изд.). Wiley Classics Library. ISBN 0471303097.
- William P. Jencks (1987). Catalysis in Chemistry and Enzymology. Dover Publications. ISBN 0486654605.

## Spoljašnje veze
- Pseudaminic+acid+synthase на 